# Liste der U-Bahnhöfe in Hannover
Die Liste der U-Bahnhöfe in Hannover enthält alle U-Bahnhöfe, die vom Stadtbahnsystem der niedersächsischen Landeshauptstadt Hannover bedient werden.
Dabei handelt es sich bei allen in der Liste enthaltenen Bahnhöfen um U-Bahn-gerecht ausgebaute Haltepunkte. Um einen unabhängigen Betrieb der Strecken zu gewährleisten, sind auch bei den in der Liste aufgeführten oberirdischen Haltepunkten keine Querungsmöglichkeiten über die Gleise vorhanden. Stattdessen ist das Erreichen der Bahnsteige nur über Über- oder Unterführungen möglich.

## U-Bahnhöfe
Die folgende Liste gibt darüber Auskunft …
- welche Linien den jeweiligen U-Bahnhof bedienen:
  - Blau kennzeichnet die Linien der A-Strecke
  - Rot kennzeichnet die Linien der B-Strecke
  - Gelb kennzeichnet die Linien der C-Strecke
  - Grün kennzeichnet die Linien der D-Strecke
- in welchem Jahr der U-Bahnhof eröffnet wurde,
- welcher Bahnsteigtyp (Mittelbahnsteig/Seitenbahnsteig) vorhanden ist,
- ob der Bahnhof oberirdisch oder im Tunnel angelegt ist,
- welche Umsteigemöglichkeiten (Bus, S-Bahn, Regionalverkehr, Fernverkehr) bestehen,
- ob der U-Bahnhof früher einen anderen Namen führte,
- ob weitere erwähnenswerte Begebenheiten zu nennen sind.

| Bahnhof                    | Linien                     | Stammstrecke | Eröffnung                                            | Bahnsteigtyp                                    | Lage                                   | Umsteigemöglichkeiten                                                                                 | Anmerkung | Bild |
| -------------------------- | -------------------------- | ------------ | ---------------------------------------------------- | ----------------------------------------------- | -------------------------------------- | --- | --- | ---- |
| Aegidientorplatz           | 1 2 4 5 6 8 11             | B und C      | 31. Mai 1981 (B) 26. Sep. 1982 (C)                   | Ein Mittelbahnsteig je Richtung (übereinander)  | Tunnel                                 | 100 120 200 267 800                                                                                   | Höhengleicher Umstieg B- und C-Strecke auf selbem Bahnsteig, Richtungsgleise übereinander                                         |      |
| Altenbekener Damm          | 1 2 8                      | B-Süd        | 26. Sep. 1982                                        | Seitenbahnsteige                                | Tunnel                                 | 121 373 800                                                                                           | |      |
| Brabeckstraße              | 6                          | D-Süd        | 13. Okt. 1999                                        | Seitenbahnsteige                                | Tieflage                               | 123 124 330                                                                                           | ehemals Bemerode / Mitte |      |
| Braunschweiger Platz       | 4 5 6 11                   | C-Ost        | 24. Sep. 1989                                        | Seitenbahnsteige                                | Tunnel                                 | 128 134                                                                                               | |      |
| Christuskirche             | 6 11                       | C-Nord       | 26. Sep. 1993                                        | Mittelbahnsteig                                 | Tunnel                                 | 100 200                                                                                               | |      |
| Geibelstraße               | 1 2 8                      | B-Süd        | 26. Sep. 1982                                        | Seitenbahnsteige                                | Tunnel                                 | | |      |
| Hauptbahnhof               | 1 2 3 7 8 9 12 13          | A und B      | 26. Sep. 1975 (A) 27. Mai 1979 (B)                   | Ein Mittelbahnsteig je Richtung (nebeneinander) | Tunnel                                 | 10 17 121 128 134 170 300 500 700 900 S 1 S 2 S 3 S 4 S 5 S 6 S 7 S 21 S 51 Regional- und Fernverkehr | Station für D-Tunnel unterhalb im Rohbau                                                                                          |      |
| Kopernikusstraße           | 6 11                       | C-Nord       | 26. Sep. 1993                                        | Seitenbahnsteige                                | Tunnel                                 | 100 200                                                                                               | |      |
| Kröpcke                    | 1 2 3 4 5 6 7 8 9 11 12 13 | A, B und C   | 26. Sep. 1975 (A) 27. Mai 1979 (B) 26. Sep. 1982 (C) | Seitenbahnsteige auf allen drei Ebenen          | Tunnel                                 | 100 120 200 267 800                                                                                   | Umfangreichste Station im Stadtbahnnetz Hannover                                                                                  |      |
| Königsworther Platz        | 4 5                        | C-West       | 2. Juni 1985                                         | Seitenbahnsteige                                | Tunnel                                 | 100 200                                                                                               | |      |
| Lister Platz               | 3 7 13                     | A-Nord       | 4. Apr. 1976                                         | rechts liegende Seitenbahnsteige (übereinander) | Tunnel                                 | 100 121 134 200                                                                                       | zwei eingleisige Stationsteile übereinander                                                                                       |      |
| Marienstraße               | 4 5 6 11                   | C-Ost        | 24. Sep. 1989                                        | Seitenbahnsteige                                | Tunnel                                 | 121                                                                                                   | |      |
| Markthalle / Landtag       | 3 7 9 12 13                | A            | 26. Sep. 1975                                        | Seitenbahnsteige                                | Tunnel                                 | | |      |
| Messe / Nord               | 8                          | B-Süd        |                                                      | drei aufeinander folgende Seitenbahnsteige      | Ebenerdiger Endpunkt mit Wendeschleife | | Drei getrennte Bahnsteige, zu Messezeiten wird der Hauptbahnsteig vormittags zum Ausstieg und nachmittags zum Einstieg verwendet. |      |
| Messe / Ost (EXPO-Plaza)   | 6                          | D-Süd        | 19. Feb. 2000                                        | Seiten- und Mittelbahnsteig                     | Hanglage, teilweise eingehaust         | 340 341                                                                                               | ehemals Expo / Ost |      |
| Mühlenberger Markt         | 3 7                        | A-Süd        | 25. Sep. 1977                                        | Seitenbahnsteige                                | Tunnel                                 | 129 581 N 56                                                                                          | ehemals Mühlenberg |      |
| Schlägerstraße             | 1 2 8                      | B-Süd        | 31. Mai 1981                                         | Seitenbahnsteige                                | Tunnel                                 | | |      |
| Sedanstraße / Lister Meile | 3 7 13                     | A-Nord       | 4. Apr. 1976                                         | Seitenbahnsteige                                | Tunnel                                 | | |      |
| Steintor                   | 4 5 6 11                   | C            | 30. März 1984                                        | Seitenbahnsteige                                | Tunnel                                 | 10 17 128 134 170 300 500 700                                                                         | unterhalb Rohbaustück für D-Tunnel                                                                                                |      |
| Waterloo                   | 3 7 9 12 13                | A            | 26. Sep. 1975                                        | ein Mittelbahnsteig je Richtung (nebeneinander) | Tunnel                                 | 120                                                                                                   | |      |
| Werderstraße               | 1 2 8                      | B-Nord       | 27. Mai 1979                                         | Seitenbahnsteige                                | Tunnel                                 | 128 300                                                                                               | |      |